# Svenska Cypernbataljonerna
Cypernbataljonerna var de bataljoner svenska soldater som verkade i olika fredsbevarande styrkor på Cypern under perioden 1964–1987. Bataljonerna ingick i UNFICYP. Under insatsen omkom totalt 17 svenska soldater vid olika tillfällen. Genom åren bemannade Sverige totalt 25 589 militära befattningar i UNFICYP. Därtill tillkom ytterligare 2 365 bemannade befattningar inom den polisstyrka som medverkande på Cypern fram till 1993.

## Grupperingar
Bataljonen grupperade på flera platser genom åren:
- Camp Carl-Gustaf (huvudcampen) i Famagusta
- Camp Goldfish i Famagusta.Nicosia
- Grenadier Camp i Larnaca
- Camp Victoria i Larnaca
- Camp Siam (Madeleine) i Louroujina.Akincilar
- Camp Polar i Athienou
- Camp Carl-Philip i Pyla

## Bataljonsnumrering 1964 till 1987
Bataljonen benämndes inledningsvis med en löpande numrering från 24C till 38C. Endast jämna nummer användes.
Från och med bataljon 39C användes även udda nummer fram till hösten 1974 då bataljon 51C blev den första bataljonen i en serie bataljoner som numrerades med udda nummer. Uddanumreringen pågick till våren 1980 och bataljon 75C innan bataljonerna återigen nyttjade både udda och jämna nummer fram till 90C, som blev den sista svenska bataljonen på Cypern under UNFICYP.
| Förbandskod | Aktivt                   | Kommentar                           |
| ----------- | ------------------------ | ----------------------------------- |
| 24C–38C     | mars 1964–oktober 1967   | Endast jämna nummer                 |
| 39C–51C     | oktober 1967–hösten 1974 | Både jämna och udda nummer användes |
| 53C–75C     | hösten 1974–våren 1980   | Endast udda nummer                  |
| 76C–90C     | våren 1980–hösten 1987   | Både jämna och udda nummer användes |

## 1987 till 1993
Efter att den svenska bataljonen avvecklats fortsatte Sverige att bidra med stabspersonal, militärpoliser och civila poliser fram till hösten 1993. Dessa enheter fick en löpande numrering med start på 93C fram till det sista bidraget 115C.